# Palpada macula
Palpada macula är en tvåvingeart som först beskrevs av Sack 1941.  Palpada macula ingår i släktet Palpada och familjen blomflugor. Inga underarter finns listade i Catalogue of Life.